# Leitor de livros digitais

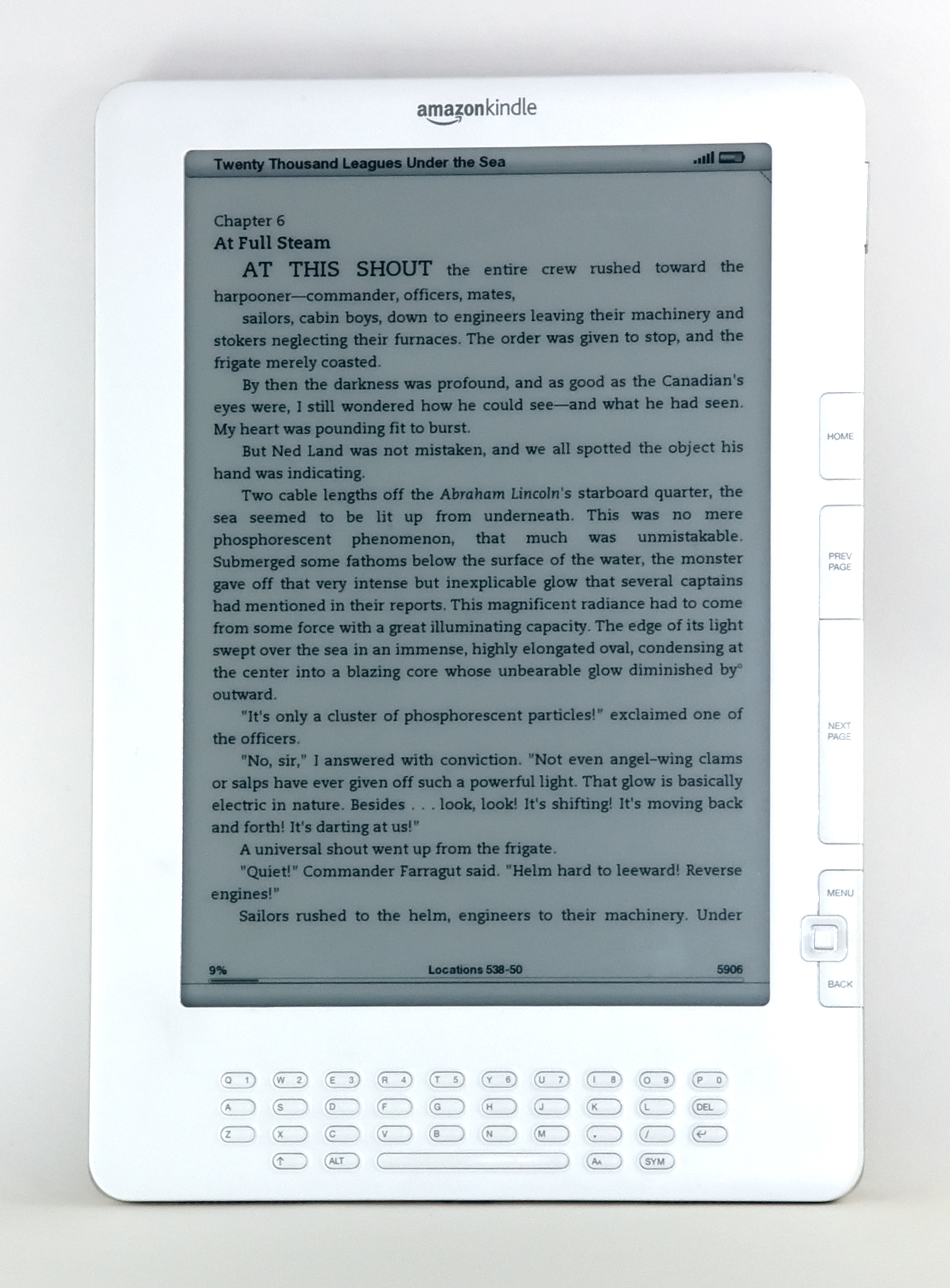
Kindle DX

Leitor de livros digitais (e-reader, em inglês) é um pequeno aparelho que tem como função principal mostrar em uma tela, para leitura, o conteúdo de livros digitais (e-books) e outros tipos de mídia digital. Ao utilizar a tecnologia de tinta eletrônica, também chamada de papel eletrônico, nas telas desses leitores, isso os aproximou muito da sensação de se ler um livro convencional por não utilizar iluminação, como as telas de cristal líquido (LCD), o que tem impulsionado a venda desses aparelhos em todo o mundo. O mais famoso deles é o Kindle, criado pela empresa estadunidense Amazon, que lançou seu primeiro modelo nos Estados Unidos, em 19 de novembro de 2007; e no Brasil em outubro de 2009.

## Surgimento
O primeiro modelo de uma máquina de leitura foi o Memex, idealizado por Vannevar Bush em 1945. Em 1968, o cientista norte-americano Alan Kay previu que, na década de 90, surgiria uma espécie de computador portátil, um livro dinâmico, um aparelho que teria grande capacidade de memória interna e possuiria pequenos cartuchos removíveis que dariam acesso a uma rica biblioteca eletrônica. O primeiro leitor de livro eletrônico a ser comercializado nos Estados Unidos foi o Rocket-ebook lançado em 1998 pela Nuvomedia.

## Custo
Normalmente o custo dos livros digitais são bem inferiores aos livros convencionais, impressos em papel, o que os torna bem atrativos.  O principal inconveniente é comprar o equipamento, porém é um custo que compensa se o usuário for um leitor habitual, economizando na compra de livros e na leitura de obras em domínio público, portanto gratuitas.

## Formatos
Os primeiros modelos de leitores de livros digitais mostram foco nos formatos EPUB e PDF (sendo este último geralmente menos satisfatório).  O Kindle é uma exceção, pois não oferece suporte ao formato EPUB, preferindo seu formato proprietário AZW, embora também aceite os formatos Mobi, PDF (com limitações), TXT e PRC.  Há programas gratuitos como o Calibre que podem converter entre formatos, notavelmente de EPUB para Mobi ou vice-versa, permitindo o uso de livros digitais de outros modelos.